# 古城乡 (唐河县)
古城乡，是中华人民共和国河南省南阳市唐河县下辖的一个乡镇级行政单位。

## 行政区划
古城乡下辖以下地区：
付湾村、郭其茂村、黄店村、柳树庄村、大许冲村、风凰台村、罗岗村、王惠村、魏庄村、姚老庄村、杜庄村、方庄村、温庄村、古城村、张冲村、米庄村、倪河村、徐岗村、曲百科村、前王岗村、长桥村、井楼村、夭庄村、黄宅村、阚庄村和文坑新村。